# Cherubino Comini
Cherubino Comini (all'anagrafe Cherubino Pilade Comini) (Udine, 11 settembre 1913 – Genova, 26 agosto 1998) è stato un calciatore e allenatore di calcio italiano, di ruolo attaccante.

## Carriera
Ha giocato in Serie A con le maglie di Sampierdarenese, Fiorentina e Liguria, disputando complessivamente 58 presenze e realizzando 16 reti di cui 10 nella stagione di esordio Serie A 1934-1935, l'unica peraltro disputata da titolare nelle file della Sampierdarenese. Nella Fiorentina dal 1935 al 1938, ha giocato in Coppa dell'Europa Centrale realizzandovi due reti.
Ha inoltre totalizzato 92 presenze e 52 reti in Serie B con Udinese, Sampierdarenese e Savona, ottenendo con la Sampierdarenese la promozione nella stagione 1933-1934. Ha militato anche nell'Asti.

## Palmarès

### Giocatore

#### Competizioni nazionali
- Serie B: 1

Sampierdarenese: 1933-1934